# Magzatvédő vitaminkészítmények
A magzatvédő vitaminok a vitaminkészítmények olyan speciális összetételű fajtái, melyeket gyermeket váró, gyermeket tervező nők, illetve szoptatós kismamák számára fejlesztettek ki.
A magzatvédő vitaminok segítségével megelőzhetők a súlyos, magzati korban fellépő fejlődési rendellenességek.

## Milyen fejlődési rendellenességek megelőzésében segítenek a magzatvédő vitaminok?
Klinikai tesztek bizonyítják, hogy az egyik leggyakoribb fejlődési rendellenesség együttes, a velőcső-záródási rendellenességek (VZR) együttesének megelőzésében kiemelt fontossága van a folsavnak.
Az embrionális fejlődés során a külső csíralemez csővé formálódik – ez az idegrendszer kialakulásának első lépése, mely az egészen korai embrionális időszakban, a terhesség 21-29. napja között zajlik. Ennek a folyamatnak a zavara a velőcső-záródási rendellenesség. Leggyakoribb megnyilvánulási formái: spina bifida (nyitott gerinc), anencephalia (koponyahiány), és az encephalokele (agysérv).

## A fejlődési rendellenességek okai
A VZR malfunkciók okai az esetek 90 százalékában multifaktoriális kóreredetűek. Főbb okai lehetnek: kromoszóma aberrációk, mutációk és teratogén ártalmak kapcsán. Terhelt genetikai háttér esetén a környezeti tényezők provokáló hatása felszínre hozza a rendellenességet. A genetikai háttér akkor lehet terhelt, ha több – akár több tucat – ún. kishatású gén hibát hordoz magában. Amennyiben a genetikai terheltség találkozik valamilyen környezeti provokáló tényezővel – például folsavhiánnyal –, VZR alakulhat ki. 
A genetikai terheltség foka és a környezeti tényező provokáló mértéke szorosan összefügg. A folsavbevitel hiánya magas szintű környezeti provokáló tényezőnek számít, már alacsony genetikai hajlam esetén is kiválthatja a VZR-t. Ugyanez megfordítva is igaz: magas genetikai terheltség esetén már a folsav kisfokú hiánya is előidézheti a VZR kialakulását.

## A VZR magyarországi kutatása
Czeizel Endre 1992-ben az England Journal of Medicine-ben publikált kutatási eredményei alapján Magyarországon a velőcső-záródási rendellenesség előfordulása 1000 szülésre vonatkoztatva 2,8.
Czeizel Endre és Papp Zoltán professzor vizsgálatokkal igazolták, hogy a folsav rendszeres, ún. periconceptionalis bevitele, vagyis a fogamzás előtt, a fogamzás környékén és a terhesség első három hónapjában történő alkalmazása lényegesen csökkenti a VZR előfordulását. Kidolgozták a folsav tudatos, tervezett alkalmazására vonatkozó szakmai protokollt, amely értelmében a gyermekvállalást tervező nőknek már a fogamzás előtt, a gyermekvállalás szakaszában javasolják a folsav szedését. Így biztosítható, hogy a fogamzáskor megfelelően magas legyen a folsav koncentráció az anya vérében. A megfogalmazott protokoll értelmében az optimális dózis egészséges terhesek számára 0,8 mg folsav bevitele naponta. (Bizonyos genetikai betegségek, pl. a metilén-tetrahidrofolát-reduktáz (MTHFR) gén mutációja esetén ennek többszöröse is szükséges lehet. Azokban az esetekben is nagyobb mértékű a folsav pótlás, ahol a családi előzmény a velőcsőzáródási rendellenességekre nézve terhelő, illetve előző terhesség során hasonló megbetegedés már előfordult.)

## A megnövekedettfolsavszükséglet pótlása
Czeizel Endre professzor kutatásai szerint kb. 0,4 mg folát biztosításához napi 15 tányér spenótot, sóskát, vagy zöld salátát kellene elfogyasztania a kismamáknak, ezért indokolt a magzatvédő vitamin szedése.
A hagyományos magzatvédő vitaminok multivitaminokat, ásványi anyagokat és folsavat tartalmaztak. A magzatvédő vitaminok új generációja speciális, aktív folsavat, metafolint (kalcium-L metifolát) tartalmaz, amelynek biohasznosulása kedvezőbb, mint a korábbi folsav készítményeké.
A folsav bevitele a 12. hét végéig javasolt. A folsavhiány káros hatása érdemben a terhesség első 12 hetében jelentkezik, A magzati szervek kialakulása, az organogenezis nagyjából a terhesség 12. hetére lezárul.
Hatékony védelem akkor várható a velőcső-záródási rendellenességek tekintetében, ha a folsavat már a gyermekvállalás előtt legalább egy hónappal beviszi a majdani terhes a szervezetébe.

## Bibliográfia
- 1. MRC Vitamin Study Research Group: Prevention of neural tube defects: results of the Medical Research Council Vitamin Study. Lancet, 1991, July 20, 338: 131-137.
- 2. van der Put N.M., et al.: Is the common mutation in the methylenetetrahydrofolate reductase gene a risk factor for neural tube defects? A meta-analysis. Q.J.M., 1997 Feb; 90 (2): 111-115.
- 3. van der Put N.M., et al.:A second common mutation in the methylenetetrahydrofolate reductase gene: an additional risk factor for neural tube defects? Am.J.Hum.Genet. 1998, 62 (5):1044-51.
- 4. van der Put N.M., et al.: Sequence analysis of the coding region of human methionin synthase: relevance to hyperhomocysteinaemia in neural-tube defects and vascular disease. Q.J.M., 1997 Aug; 90(8): 511-517.
- 5. Fleming, A. Copp: Embryonic folate metabolism and mouse neural tube defects. Science. 1998, June 26, 280: 2107-2109.
- 6. J. McPartlin, et al.: Accelerated folate breakdown in pregnancy. Lancet, Jan 16, 341: 148-149.
- 7. E. Czeizel, I. Dudas: Prevention of the first occurrence of neural tube defects by periconceptional vitamin supplemetation. N.Engl.J.Med. 1992 Dec 24; 327 (26): 1832-1835.